# Sandy Ground (Anguilla)
Sandy Ground – miejscowość i dystrykt na Anguilli – brytyjskim terytorium zamorskim na Karaibach. W 2001 roku liczyła 274 mieszkańców.